# Conrad Ludwig Gallus Hermes
Conrad Ludwig Gallus Hermes (* 6. April 1728 in Hildburghausen; † 1784 in Frickenhausen am Main) war ein Bildhauer und Bildstockmeister. Hermes arbeitete vor allem im Hochstift Würzburg.

## Leben
Conrad Ludwig Gallus Hermes wurde am 6. April 1728 in der Stadt Hildburghausen geboren, die Teil des Einflussbereichs der Wettiner war. Über die Familie des späteren Bildhauers ist nichts bekannt. Vielleicht wuchs Hermes als Lutheraner auf, konvertierte allerdings später zum Katholizismus. Hermes zog wahrscheinlich für seine Ausbildung ins nahe Hochstift Würzburg. Hier wird er erstmals im Jahr 1750 als Geselle in der Werkstatt des kurz zuvor verstorbenen Leopold Kurzhammer in Ochsenfurt genannt. Wahrscheinlich hatte er die Werkstatt seines Meisters Kurzhammer nach dessen Tod von dessen Witwe übernommen. Eine der ersten nachweisbaren Arbeiten stellt den Gegeißelten Heiland dar. Er wurde in Gelchsheim aufgestellt und war schnell Ziel einer lokalen Wallfahrt.
Bereits 1752 hatte Hermes allerdings die Stadt verlassen und der Auber Bildhauer Johann Michael Joseph Auwera nahm die Position in der Stadt ein. Erst 1756 bemühte sich Hermes um das Bürgerrecht in Ochsenfurt, was auch mit seiner nun anstehenden Ehe in Zusammenhang steht. Der Bildhauer verweist dabei auf seine Ersparnisse, die ihm Arbeiten in der Fremde eingebracht hatten. Die Stadtoberen verweigern ihm aber die Bürgeraufnahme. Am 20. Februar 1756 heiratete Hermes in der Dettelbacher Augustinuskirche die Tochter des Thomas Reinfelder, Elisabeth.
Erst 1762 gelang es Hermes als Bürger Aufnahme zu finden. Er wurde nun Teil der Dorfgemeinschaft im Markt Frickenhausen. Wahrscheinlich lebte er bereits einige Jahre zuvor in Frickenhausen. Da Hermes allein von seiner Arbeit als Bildhauer nicht leben konnte, betrieb er wohl in Nebenerwerb Weinbau und war vielleicht außerdem als Büttner tätig. 1773 starb die erste Ehefrau des Künstlers. Er heiratete daraufhin die Witwe Eva Krämer. Hermes war seit der Fertigung des verehrten Gnadenbildes in Gelchsheim auf Kleindenkmäler wie Bildstöcke spezialisiert. Conrad Ludwig Gallus Hermes starb im Jahr 1784 an „bösem Fieber“ mit 56 Jahren.

## Werke (Auswahl)
- 1749, Moos, Immaculata
- 1750, Darstadt, Pietà

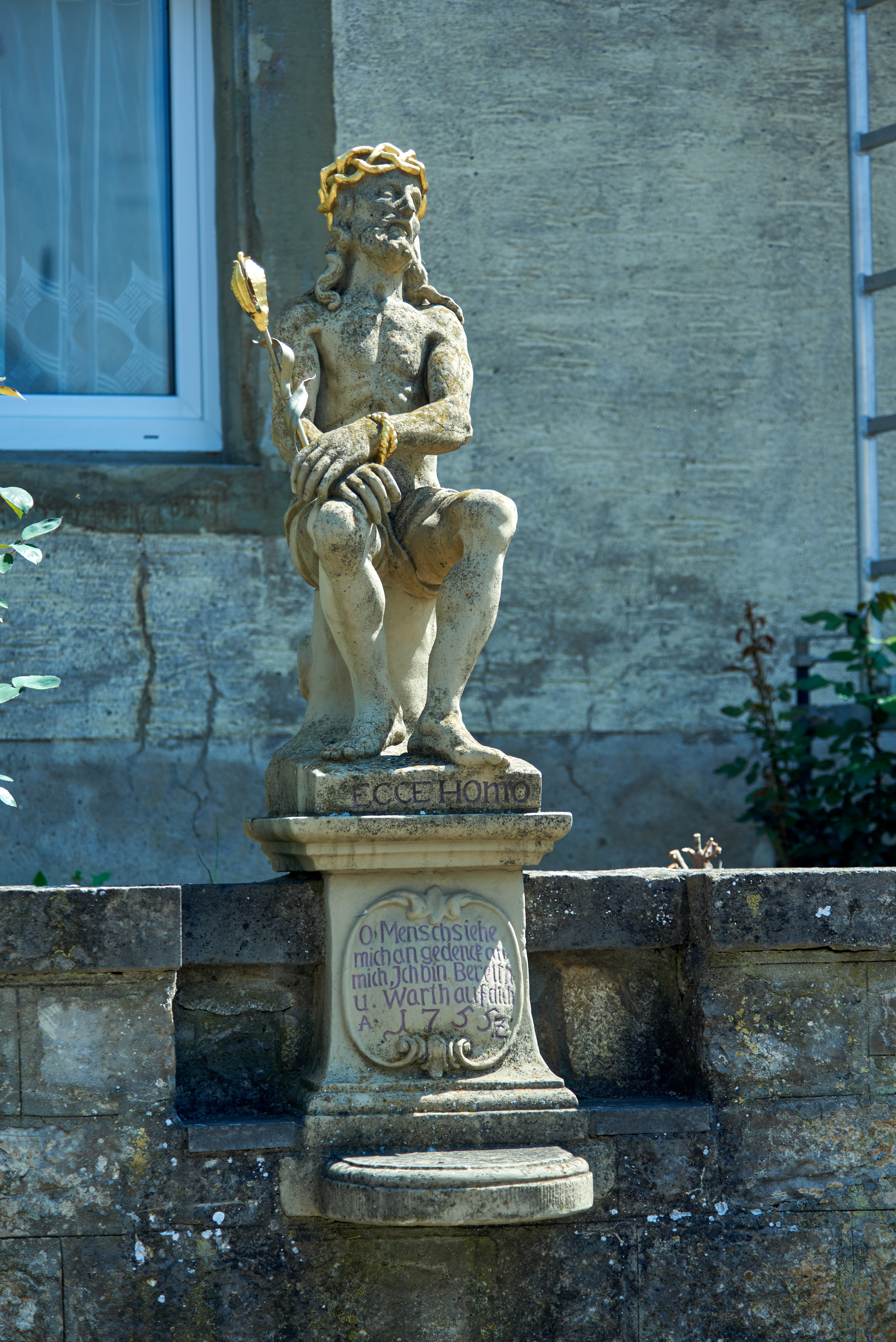
Nach der Arbeit für Gelchsheim war Hermes auf die Herstellung von Figuren des Gegeißelten Heilands spezialisiert, hier eine Skulptur in Bolzhausen

- 1750, Gelchsheim, Gegeißelter Heiland
- 1751, Sonderhofen, Madonna
- 1754, Oellingen, Bildstock, Pietà
- 1755, Bolzhausen, Christus in der Rast
- 1757, Rittershausen, Pietà
- 1759, Gaukönigshofen, Bildstock, Hl. Familie
- 1767, Sulzfeld am Main, Immaculata
- 1770, Goßmannsdorf am Main, Hausfigur, Immaculata
- 1773/1774, Sonderhofen, Kreuzschlepper
- 1778, Goßmannsdorf, Immaculata
- 1778, Ingolstadt in Unterfranken, Kreuzschlepper
- 1778, Gaubüttelbrunn, Bildstock, Kreuzigung
- 1778, Bernsfelden, Bildstock, Pietà
- 1778, Acholshausen, Gegeißelter Heiland
- 1778, Frickenhausen am Main, Gegeißelter Heiland[2]